# Sansevieria bagamoyensis
Sansevieria bagamoyensis ist eine Pflanzenart aus der Gattung Sansevieria in der Familie der Spargelgewächse (Asparagaceae). Das Artepitheton bagamoyensis bedeutet ‚vom Standort im Bagamoyo Distrikt in Tansania.

## Beschreibung
Sansevieria bagamoyensis wächst als ausdauernde, sukkulente Pflanze mit einem aufrechten beblätterten Stamm. Die spiral zurückgebogenen oder zurückgebogenen und ausgebreiteten Laubblätter sind linealisch-lanzettlich oder linealisch. Die einfache Blattspreite ist flach, 34 bis 40 Zentimeter lang und bis zu 2,5 Zentimeter breit und 3 Millimeter dick. Die Oberflächen sind glatt, grasgrün mit verhärteten bräunlichen Spitzen und weißlichen oder rötlichen leicht gewellten Rändern.
Die rispig verzweigten Blütenstände sind bis 40 bis 50 Zentimeter lang. Die Rispen sind locker mit vier bis sechs Blüten pro Büschel besetzt. Das Tragblatt ist lanzettlich zugespitzt und etwa 2 bis 3 Millimeter lang. Der Blütenstiel ist 6 Millimeter lang. Die Blütenhüllblätter sind weiß. Die Blütenröhre ist 6 bis 7 Millimeter lang. Die Zipfel sind etwa bis 6,5 Millimeter lang.

## Verbreitung
Sansevieria bagamoyensis ist in Tansania im Halbschatten des Küstenbuschlandes in 100 bis 200 m Höhe verbreitet.

## Taxonomie
Die Erstbeschreibung von Sansevieria bagamoyensis erfolgte 1913 durch Nicholas Edward Brown.

## Nachweise